# 腸道閉鎖
腸道閉鎖是一種先天性疾病，指腸的某一部分完全阻塞或閉合。這種阻塞可能發生在小腸（十二指腸、空腸、迴腸）或大腸（結腸）的任何位置。如果腸道只是部分阻塞或狹窄，則稱為腸狹窄，但其成因、評估和處理方式與閉鎖相似。腸道閉鎖是新生兒腸梗阻的常見原因之一，需要及時診斷和外科手術治療。

## 病因學
腸道閉鎖的成因因其發生的位置而有所不同。
十二指腸閉鎖普遍被認為源於胚胎發育早期（約第8至10週）的一個過程失誤。在此階段，十二指腸腔會暫時被增生的上皮細胞填滿，隨後應發生再管化以重新形成通暢的管道。若此再管化過程失敗，便會導致十二指腸閉鎖。
至於空腸、迴腸及結腸閉鎖，目前的主流理論認為，它們大多是由於在胚胎或胎兒時期，供應腸道的腸繫膜血管發生了意外事件。這類血管意外會導致部分腸道缺血、壞死，隨後被身體吸收，最終在受影響的部位形成閉鎖。可能引發這種血管意外的情況包括腸扭轉、腸套疊、腸道因腹裂或臍膨出等腹壁缺損而受到壓迫、內疝或腸道穿孔。
此外，某些外部因素也可能與腸道閉鎖有關。有研究指出，若母親在懷孕期間曾使用特定藥物，例如含有麥角胺的偏頭痛藥物或可卡因，胎兒發生空迴腸閉鎖的風險可能會增加。基因因素亦可能在部分病例中扮演角色，例如纖維母細胞生長因子10(FGF10) 的訊號傳導路徑異常，就被認為可能與某些類型的腸道閉鎖有關。雖然絕大多數腸道閉鎖病例是偶發性的，但家族性病例的報告提示可能存在一定的遺傳易感性。

## 分類

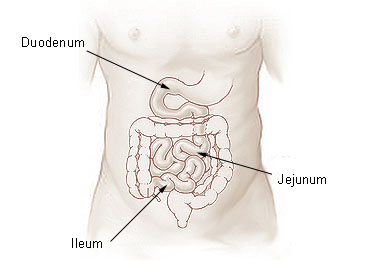
小腸閉鎖可能發生的位置：十二指腸、空腸和迴腸

腸道閉鎖首先依據其發生的解剖位置進行分類，主要分為十二指腸閉鎖、空腸閉鎖、迴腸閉鎖和結腸閉鎖。
對於空腸、迴腸及結腸閉鎖，醫學界常採用Grosfeld分類法，根據其形態學特徵將其細分為不同類型 ：
| 類型                            | 形態學特徵                                            | 腸繫膜 / 腸道長度                      |
| ------------------------------- | ----------------------------------------------------- | -------------------------------------- |
| 第一型                          | 腸腔內存在膜狀物或網狀隔膜導致阻塞                    | 腸管連續，腸繫膜完整，腸道長度通常正常 |
| 第二型                          | 閉鎖兩端腸管呈盲端，中間由纖維索帶連接                | 腸繫膜完整，腸道長度通常正常           |
| 第三a型                         | 閉鎖兩端腸管呈盲端且完全分離，無連接物                | V 型腸繫膜缺損，腸道總長度縮短         |
| 第三b型 (蘋果皮樣/聖誕樹樣畸形) | 廣泛腸繫膜缺損，遠端迴腸圍繞單一末端血管盤繞          | 腸道顯著縮短，大部分上腸繫膜動脈缺如   |
| 第四型                          | 多發性腸道閉鎖 (可包含第一至三型的組合)，外觀如香腸串 | 腸繫膜可能有多處缺損，腸道長度顯著縮短 |

在臨床上，腸道閉鎖比腸道狹窄更為常見，兩者的發生比例大約是15:1。

## 臨床表現
腸道閉鎖的嬰兒出生後通常會很快出現腸梗阻的相關症狀，其表現與閉鎖的位置有關：
典型的症狀包括嘔吐，嘔吐物是否含有膽汁是一個重要的判斷線索。如果閉鎖發生在十二指腸乏特氏壺腹的遠端，那麼嘔吐物通常會含有膽汁。閉鎖的位置越高，嘔吐出現的時間就越早。例如，十二指腸閉鎖的患兒通常在出生第一天就會開始嘔吐。
腹脹也是常見症狀之一，尤其當閉鎖位置較低時。擴張的腸道充滿氣體和液體會導致腹部膨脹。相對地，像十二指腸閉鎖這樣的高位梗阻，通常不會引起明顯的腹脹。
另一個重要的表現是未能排出胎糞。健康的足月新生兒通常在出生後 24 至 48 小時內排出墨綠色、黏稠的胎糞。患有腸道閉鎖的嬰兒由於腸道阻塞，胎糞無法正常排出，因此會延遲甚至完全無法排出胎糞。
此外，部分患兒可能出現黃疸，尤其是在空腸或迴腸閉鎖的病例中，黃疸的發生率可能比十二指腸閉鎖更高。
值得注意的是，若母親在懷孕期間被診斷出有羊水過多的情況，尤其是在高位腸道閉鎖時，應提高對胎兒可能患有腸道閉鎖的警覺。這是因為胎兒會吞嚥羊水，但若腸道阻塞，羊水無法正常進入下游腸道被吸收，便會積聚在羊膜腔內。

## 相關異常
腸道閉鎖有時並非獨立發生，可能伴隨其他先天性異常。伴隨異常的種類和發生率與閉鎖的位置有關。
對於十二指腸閉鎖，約有一半的病例會合併其他異常。其中，唐氏綜合症是最常見的相關染色體異常，約佔十二指腸閉鎖病例的 30%。其他可能伴隨的異常還包括先天性心臟病、VACTERL 聯合畸形、腸旋轉不良、環狀胰腺以及膽道閉鎖等。此外，約四分之一的十二指腸閉鎖患兒是早產兒。
相比之下，空腸、迴腸及結腸閉鎖伴隨其他主要器官系統異常的比例相對較低。這類閉鎖更常見的相關情況多與其可能的成因（血管意外）有關，例如腸旋轉不良、腸扭轉或腹裂等腹壁缺損。由囊腫性纖維化引起的胎糞性腸塞也可能導致腸道缺血，進而併發腸道閉鎖。早產在空迴腸閉鎖中也較為普遍，據統計，迴腸閉鎖患兒的早產率約為 25%，空腸閉鎖約為 40%，而多發性閉鎖的早產率可達 50%。結腸閉鎖則有時會與先天性巨結腸症同時存在。

## 診斷
腸道閉鎖的診斷通常需要結合產前檢查和出生後的臨床評估及影像學檢查。
產前超聲波檢查有時能在胎兒時期就發現一些提示腸道閉鎖的線索。例如，羊水過多、胎兒胃部和近端十二指腸擴張形成的「雙氣泡徵」，或是觀察到胎兒腹腔內有異常擴張的腸袢。然而，單靠產前超聲波診斷的準確性有限。
出生後，新生兒若出現典型的臨床表現，如膽汁性嘔吐、腹脹、出生後24-48小時仍未排出胎糞等，便應高度懷疑腸道閉鎖。
腹部X光片是出生後診斷腸道閉鎖的首選影像學檢查。根據閉鎖位置的不同，X光片會呈現特徵性的影像：
- 在典型的十二指腸閉鎖中，X光片會顯示「雙氣泡徵」——一個氣泡位於擴張的胃部，另一個位於擴張的十二指腸近端，而這兩個氣泡之後的腸道則完全沒有氣體[2][1]。如果除了雙氣泡外，遠端腸道仍可見少量氣體，則需要考慮十二指腸狹窄或腸旋轉不良伴腸扭轉的可能性，需進一步檢查。
- 對於空腸、迴腸或結腸閉鎖，X光片通常會顯示多個擴張的腸袢，並伴有明顯的氣液平面，同時觀察不到氣體進入直腸[2][1]。若在胎兒時期已發生腸穿孔，X 光片上可能看到腹腔內散佈的鈣化點，這是胎糞性腹膜炎的徵象[2]。

造影劑灌腸對於懷疑是遠端腸道梗阻的病例具有重要的診斷和鑑別診斷價值。將造影劑從肛門灌入結腸，可以評估結腸的形態和通暢性。在腸道閉鎖病例中，閉鎖部位遠端的結腸由於長期沒有被胎糞通過而處於「廢用」狀態，通常顯得異常細小，稱為「廢用性結腸」或「微結腸」。此檢查還有助於區分腸道閉鎖與其他可引起新生兒腸梗阻的疾病，例如先天性巨結腸症、胎糞性腸塞或小左結腸綜合症。
上消化道造影通常不作為診斷腸道閉鎖的首選，但在某些特殊情況下，如懷疑腸旋轉不良或不完全梗阻（狹窄）時，可能會用到。

## 治療與管理
腸道閉鎖一經確診，就需要立即採取治療措施，主要包括術前穩定和外科手術矯正。

### 術前準備
在進行手術前，必須先穩定嬰兒的狀況，包括禁食、放置鼻胃管或口胃管進行胃腸減壓、給予靜脈輸液以補充水分和矯正電解質失衡，並評估和處理任何相關的先天異常。

### 外科手術
外科手術是根治腸道閉鎖的唯一方法。手術的主要目標是切除閉鎖的部分，並將健康的腸道兩端重新連接起來（吻合術），以恢復腸道的連續性和通暢性。具體的手術方式取決於閉鎖的位置和類型：
- 對於十二指腸閉鎖，標準的術式是十二指腸十二指腸吻合術。手術會繞過閉鎖的部位，將擴張的近端十二指腸與正常的遠端十二指腸側面或端側吻合起來。此手術可以通過傳統的開放手術或腹腔鏡微創手術完成[1]。若同時合併有腸旋轉不良，則需要在同一次手術中進行Ladd手術矯正旋轉不良。
- 對於空腸、迴腸及結腸閉鎖，手術通常需要切除閉鎖的盲端和近端過度擴張、可能已失去正常蠕動功能的腸段，然後再進行端對端吻合。如果近端腸管擴張非常嚴重，但為了保留盡可能多的腸道長度以避免短腸症，不宜切除過多腸段時，醫生可能會考慮進行腸管塑形手術來縮小擴張腸管的口徑，使其與遠端腸管更匹配，以便吻合[1]。在某些複雜情況下，如多發性閉鎖或腸道狀況非常差時，醫生可能會選擇先做一個暫時性的腸造口，待嬰兒情況穩定或腸道狀況改善後再進行最終的吻合手術[9]。

### 術後護理
手術後，嬰兒需要細心的護理以促進康復，包括繼續胃腸減壓直至腸道功能恢復、維持靜脈輸液和電解質平衡、給予腸外營養 (PN) 並逐步過渡至腸內營養，以及密切監測並處理可能的術後併發症。

## 預後

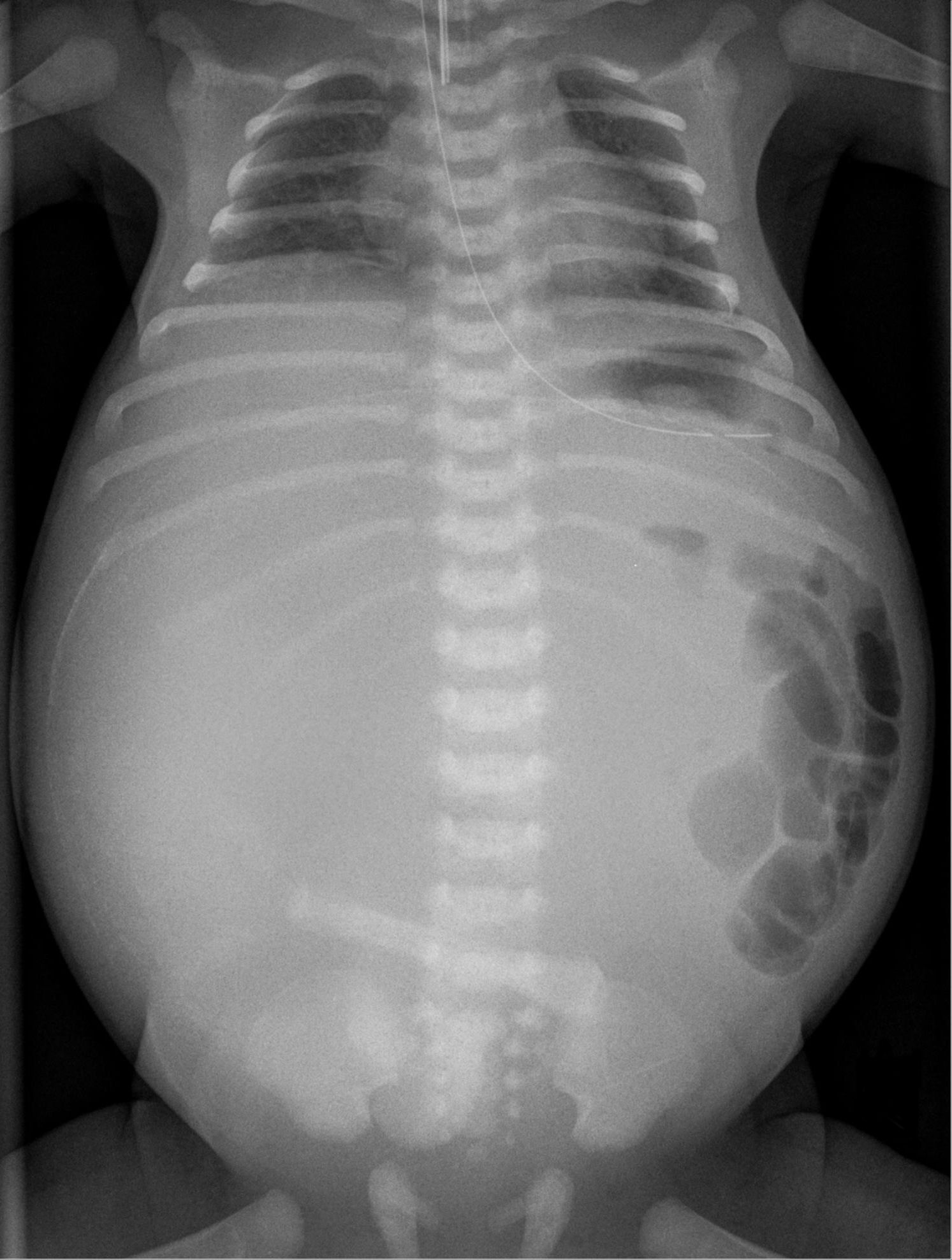
迴腸閉鎖的併發症：胎糞性腹膜炎，腸道在出生前已穿孔。X光片顯示胎糞假性囊腫。

得益於新生兒外科技術和重症監護水平的進步，腸道閉鎖患兒的總體存活率已大大提高，大多數患兒預後良好。然而，其長期健康狀況和生活質素會受到多種因素的影響。
閉鎖發生的位置和類型對預後有一定影響。一般來說，較高位的閉鎖如果沒有嚴重的伴隨畸形，預後相對較好。而多發性閉鎖或複雜的蘋果皮樣閉鎖則可能面臨更多挑戰。
剩餘小腸的長度是決定長期預後的最關鍵因素。如果在手術中需要切除大量的小腸，可能會導致短腸症。短腸症患兒會出現嚴重的吸收不良和營養不良，可能需要長期甚至終生依賴腸外營養 (PN) 來維持生命和生長。
伴隨的先天異常，特別是嚴重的心臟病或染色體異常，會顯著增加治療的複雜性，並對總體預後產生負面影響。此外，早產本身也增加了新生兒期併發症的風險。
術後可能出現的併發症，如吻合口漏、吻合口狹窄、敗血症或因手術引起的腸粘連導致反覆腸梗阻等，也會影響恢復過程和長期結果。
長遠來看，部分患兒即使手術成功，也可能面臨一些持續存在的問題，例如腸道蠕動功能障礙、慢性腹瀉、吸收不良、生長遲緩等。對於需要長期腸外營養的短腸症患兒，還可能出現與腸外營養相關的併發症，如膽汁淤積性肝病（腸衰竭相關肝病）。儘管如此，透過跨學科團隊的長期跟進和綜合管理，許多腸道閉鎖患兒仍能實現良好的生長發育和生活質素。

## 歷史
人類對腸道閉鎖的認識是一個逐步深入的過程。早在1684年，Goeller就首次對迴腸閉鎖進行了描述。到了1812年，德國解剖學家麥克爾 (Johann Friedrich Meckel) 系統地回顧了當時已知的病例，並對其可能的成因進行了推測。
1889年，英國外科醫生約翰·布蘭德-薩頓 (John Bland-Sutton) 提出了腸道閉鎖的分類方法，並認為閉鎖發生在胚胎發育過程中某些正常情況下會閉合退化的部位。
關於十二指腸閉鎖的成因，奧地利醫生尤利烏斯·坦德勒 (Julius Tandler) 在1900年首次提出了影響深遠的理論，認為是胚胎發育過程中十二指腸腔未能成功再管化所致。
而對於非十二指腸部位的閉鎖，其血管缺血成因理論最早由 N. I. Spriggs在1912年提出。這一理論在1955年得到了 Louw 和 Barnard 通過動物實驗的有力證實，他們觀察到結紮胎羊的腸繫膜血管確實可以導致腸道閉鎖的發生，這為後續的研究奠定了重要基礎。